# George Bridgeman, II conte di Bradford
George Augustus Frederick Henry Bridgeman, II conte di Bradford (23 ottobre 1789 – Weston Park, 22 marzo 1865), è stato un nobile inglese.

## Biografia
Era il figlio primogenito di Orlando Bridgeman, I conte di Bradford, e di sua moglie, Lucy Elizabeth Byng. Studiò alla Harrow School e al Trinity College di Cambridge.
Nel 1825 successe al padre alla contea.

## Matrimonio

### Primo Matrimonio
Sposò, il 5 marzo 1818, Georgina Elizabeth Moncreiffe (20 agosto 1790-12 ottobre 1842), figlia di Thomas Moncreiffe, V Baronetto e Lady Elisabeth Ramsay. Ebbero cinque figli:
- Orlando Bridgeman, III conte di Bradford (1819-1898);
- reverendo George Thomas Orlando Bridgeman (1823-1895), sposò Emily Mary Bagot, ebbero tre figli;
- Lady Charlotte Ann Bridgeman;
- Lady Mary Selina Louisa Bridgeman (1830-12 luglio 1889), sposò Robert Windsor-Clive, ebbero quattro figli;
- reverendo John Robert Orlando Bridgeman (18 agosto 1831-26 novembre 1897), sposò Marianne Caroline Clive; furono i genitori di William Bridgeman, I visconte Bridgeman.

### Secondo Matrimonio
Sposò, il 30 ottobre 1849, Helen Mackay (?-25 aprile 1869), figlia del capitano Æneas Mackay. Non ebbero figli.

## Morte
Morì il 22 marzo 1865, all'età di 75 anni, a Weston Park, nel Staffordshire.

## Ascendenza
|                                        |                                      |                                                 | Genitori                              |  |  | Nonni |  |  | Bisnonni                        |  |  | Trisnonni                     |  |
|                                        |                                      |                                                 |                                       |  |  |       |  |  | Orlando Bridgeman, IV baronetto |  |  | John Bridgeman, III baronetto |  |
|                                        |                                      |                                                 |                                       |  |  |       |  |  | Orlando Bridgeman, IV baronetto |  |  | John Bridgeman, III baronetto |  |
|                                        |                                      | Ursula Matthews                                 |                                       |  |  |       |  |  | Orlando Bridgeman, IV baronetto |  |  |                               |  |
| Henry Bridgeman, I barone Bradford     |                                      |                                                 |                                       |  |  |       |  |  | Orlando Bridgeman, IV baronetto |  |  |                               |  |
|                                        |                                      | Anne Newport                                    | Richard Newport, II conte di Bradford |  |  |       |  |  |                                 |  |  |                               |  |
|                                        |                                      | Anne Newport                                    | Richard Newport, II conte di Bradford |  |  |       |  |  |                                 |  |  |                               |  |
|                                        |                                      | Anne Newport                                    | Mary Wilbraham                        |  |  |       |  |  |                                 |  |  |                               |  |
| Orlando Bridgeman, I conte di Bradford |                                      | Anne Newport                                    |                                       |  |  |       |  |  |                                 |  |  |                               |  |
|                                        |                                      | John Simpson                                    | John Simpson                          |  |  |       |  |  |                                 |  |  |                               |  |
|                                        |                                      | John Simpson                                    | John Simpson                          |  |  |       |  |  |                                 |  |  |                               |  |
|                                        |                                      | John Simpson                                    | Elizabeth Stringer                    |  |  |       |  |  |                                 |  |  |                               |  |
| Elizabeth Simpson                      |                                      | John Simpson                                    |                                       |  |  |       |  |  |                                 |  |  |                               |  |
|                                        |                                      | Elizabeth Stringer                              | Thomas Stringer                       |  |  |       |  |  |                                 |  |  |                               |  |
|                                        |                                      | Elizabeth Stringer                              | Thomas Stringer                       |  |  |       |  |  |                                 |  |  |                               |  |
|                                        |                                      | Elizabeth Stringer                              | Martha Benbow                         |  |  |       |  |  |                                 |  |  |                               |  |
| George Bridgeman, II conte di Bradford |                                      | Elizabeth Stringer                              |                                       |  |  |       |  |  |                                 |  |  |                               |  |
|                                        | George Byng, III visconte Torrington | George Byng, I visconte Torrington              |                                       |  |  |       |  |  |                                 |  |  |                               |  |
|                                        | George Byng, III visconte Torrington | George Byng, I visconte Torrington              |                                       |  |  |       |  |  |                                 |  |  |                               |  |
|                                        | George Byng, III visconte Torrington | Margaret Master                                 |                                       |  |  |       |  |  |                                 |  |  |                               |  |
| George Byng, IV visconte Torrington    | George Byng, III visconte Torrington |                                                 |                                       |  |  |       |  |  |                                 |  |  |                               |  |
|                                        |                                      | Elizabeth Daniel                                | Lyonel Daniel                         |  |  |       |  |  |                                 |  |  |                               |  |
|                                        |                                      | Elizabeth Daniel                                | Lyonel Daniel                         |  |  |       |  |  |                                 |  |  |                               |  |
|                                        |                                      | Elizabeth Daniel                                | Martha Master                         |  |  |       |  |  |                                 |  |  |                               |  |
| Lucy Elizabeth Byng                    |                                      | Elizabeth Daniel                                |                                       |  |  |       |  |  |                                 |  |  |                               |  |
|                                        |                                      | John Boyle, V conte di Cork e V conte di Orrery | Charles Boyle, IV conte di Orrery     |  |  |       |  |  |                                 |  |  |                               |  |
|                                        |                                      | John Boyle, V conte di Cork e V conte di Orrery | Charles Boyle, IV conte di Orrery     |  |  |       |  |  |                                 |  |  |                               |  |
|                                        |                                      | John Boyle, V conte di Cork e V conte di Orrery | Elizabeth Cecil                       |  |  |       |  |  |                                 |  |  |                               |  |
| Lucy Boyle                             |                                      | John Boyle, V conte di Cork e V conte di Orrery |                                       |  |  |       |  |  |                                 |  |  |                               |  |
|                                        |                                      | Margaret Hamilton                               | John Hamilton                         |  |  |       |  |  |                                 |  |  |                               |  |
|                                        |                                      | Margaret Hamilton                               | John Hamilton                         |  |  |       |  |  |                                 |  |  |                               |  |
|                                        |                                      | Margaret Hamilton                               | Lucy Dopping                          |  |  |       |  |  |                                 |  |  |                               |  |
|                                        |                                      | Margaret Hamilton                               |                                       |  |  |       |  |  |                                 |  |  |                               |  |